# École Belge de Kigali
L'École Belge de Kigali (EBK) és una escola de currículum belga a Kigali, Ruanda. L'escola, des de llar d'infants a secundària, té fills d'expatriats i de ruandesos. Forma part de l'Associació d'Escoles de Programa Belga a l'Estranger (AEBE).
Des d'abril de 2010, entre els estudiants hi ha fills de ministres del governa i de ruandesos que no han enviat els seus fills a l'estranger per estudiar. A partir del mateix mes, el fill del primer ministre de Ruanda i els fills del Ministre de Defensa van anar a l'escola.